# NGC 2898
NGC 2898 في الفهرس العام الجديد، هي مجرة، تقع في كوكبة الشجاع. اكتشفت في 6 فبراير 1864 بواسطة ألبرت مارث.

## روابط خارجية
- NGC 2898 على موقع ويكي سكاي: DSS2, SDSS, GALEX, IRAS, Hydrogen α, X-Ray, Astrophoto, Sky Map, Articles and images